# نیروی هوا و فضای فرانسه
نیروی هوا و فضای فرانسه (به فرانسوی: Armée de l'air et de l'espace)، نیروی هوایی و فضایی نیروهای مسلح فرانسه است. این نیرو در سال ۱۹۰۹ با نام خدمات هوانوردی
(به فرانسوی: Service Aéronautique) و عنوان بازوی خدماتی ارتش فرانسه، تشکیل شد و در سال ۱۹۳۴ با نام نیروی هوایی فرانسه به یک شاخه نظامی مستقل تبدیل شد. در ۱۰ سپتامبر ۲۰۲۰، نام این این نیرو، به نام فعلی آن نیروی هوا و فضای فرانسه تغییر یافت، تا «تکامل مأموریت خود» را در منطقه ماورای جو منعکس نماید.
منابع مختلف آمار متفاوتی از تعداد هواپیماهای در حال خدمت در نیروی هوا و فضای فرانسه ارائه می‌دهند، بر اساس اطلاعات اعلامی از وزارت دفاع فرانسه، این نیرو در سال ۲۰۱۴ دارای ۶۵۸ فروند هواگردبود. بر اساس داده‌های سال ۲۰۱۸، نیروی هوا و فضای فرانسه ۲۱۰ فروند هواپیمای جنگی را شامل: ۱۱۵ فروند داسو میراژ ۲۰۰۰ و ۹۵ فروند داسو رافال را در اختیار داشت.
ریاست ستاد نیروی هوایی و فضایی فرانسه (CEMAAE) که تابع مستقیم رئیس ستاد دفاع فرانسه (CEMA) است و زیر نظر یک افسر عالی رتبه نظامی خدمت می نماید ،که آن افسر به  خود زیر نظر وزیر غیرنظامی نیروهای مسلح ، خدمت می نماید.

## تجهیزات
| هواپیما                       | خاستگاه             | نقش                                                                 | انواع           | تعداد           | توضیحات                                                                                                  |
| هواپیمای جنگنده               | هواپیمای جنگنده     | هواپیمای جنگنده                                                     | هواپیمای جنگنده | هواپیمای جنگنده | هواپیمای جنگنده                                                                                          |
| ----------------------------- | ------------------- | ------------------------------------------------------------------- | --------------- | --------------- | --- |
| داسو رافال                    | فرانسه              | هواپیمای جنگنده                                                     | CB              | 43۳۳            | تأخیر در تأمین تجهیزات، تنها ۲۶ فروند در طی سال‌های ۲۰۱۹–۲۰۱۳ به جای ۶۶ فروند برنامه‌ریزی شده تحویل گردید. |
| داسو میراژ-۲۰۰۰               | فرانسه              | هواپیمای جنگندههواپیمای تهاجمیهواپیمای آموزشیهواپیمای تهاجمی هسته‌ای | ۵F, CDBN        | ۵۸۵۹۸۳۴         | اکثریت ناوگان با توجه به منابع فرانسه تا سال ۲۰۱۳ ارتقاء یافته و مدرنیزه شده‌اند.                         |
| داسو میراژ اف۱                | فرانسه              | شناسایی                                                             | CR              | ۱۶              | بزودی بازنشسته شده و جنگنده رافال جایگزین آن می‌شود.                                                      |
| هواپیمای شناسایی              |                     |                                                                     |                 |                 | |
| ای-۳ سنتری                    | ایالات متحده آمریکا | آواکس                                                               |                 | ۴               | |
| سی-۱۶۰                        | فرانسه              |                                                                     |                 | ۲               | |
| ترابری و سوخترسان هوایی       |                     |                                                                     |                 |                 | |
| بوئینگ کی‌سی-۱۳۵ استراتوتانکرز | ایالات متحده آمریکا | سوخترسان                                                            |                 | ۱۴              | قرار است بازنشسته و با ایرباس A330 MRTT جایگزین شود                                                      |
| ایرباس ای۳۳۰ ام‌آرتی‌تی         | فرانسه              | سوخترسان                                                            |                 |                 | ۱۲ فروند از ۱۴ فروند سفارش تحویل داده شده است                                                            |
| CASA/IPTN CN-235              | اسپانیا             | ترابری تاکتیکی                                                      |                 | ۲۷              | یک هواپیمای ترابری تاکتیکی با برد متوسط. برای حمل و نقل محموله‌های سبک یا چتربازان استفاده می‌شود.         |
| سی-۱۳۰ هرکولس                 | ایالات متحده آمریکا | ترابری تاکتیکی                                                      |                 | ۱۴              | |
| ترانسال سی-۱۶۰                | فرانسه              | ترابری تاکتیکی                                                      |                 | ۳۹              | |
| ایرباس-۴۰۰ ام                 | OCCAR               | ترابری تاکتیکی                                                      |                 | ۱               | ۵۰ فروند سفارش داده شده است.                                                                             |
| Airbus A340                   | فرانسه              | حمل و نقل هوایی                                                     |                 | ۲               | |
| Airbus A310                   | فرانسه              | حمل و نقل هوایی                                                     |                 | ۳               | |
| هلی کوپترها                   |                     |                                                                     |                 |                 | |
| Eurocopter EC725 Caracal      | فرانسه              | جستجو ونجات                                                         |                 | ۱۰              | |
| Eurocopter AS532 Cougar       | فرانسه              | جستجو ونجات                                                         |                 | ۱۰              | |
| Eurocopter AS555 Fennec       | فرانسه              | آموزشی                                                              |                 | ۴۰              | |
| Aérospatiale SA330 Puma       | فرانسه              | هلیکوپتر ترابری                                                     |                 | ۲۶              | |
| حمل و نقل مقامات و کلاسvip    |                     |                                                                     |                 |                 | |
| DHC-6 Twin Otter              | کانادا              | حمل و نقل هوایی                                                     |                 | ۴               | |
| Socata TBM 700                | فرانسه              | حمل و نقلVIP                                                        |                 | ۱۵              | |
| Airbus A۳۳۰-۲۰۰ (modified)    | فرانسه              | حمل و نقلVIP                                                        | A۳۳۰–۲۲۳        | ۱               | #F-RARF                                                                                                  |
| Dassault Falcon 7X            | فرانسه              | حمل و نقلVIP                                                        |                 | ۲               | |
| داسو فالکون ۹۰۰               | فرانسه              | حمل و نقلVIP                                                        |                 | ۲               | |
| داسو فالکن-۵۰                 | فرانسه              | حمل و نقلVIP                                                        |                 | ۲               | |
| هواپیمای آموزشی               |                     |                                                                     |                 |                 | |
| آلفا جت                       | فرانسه              | هواگرد آموزشی                                                       |                 | ۷۷              | |
| امبرائر ئی‌ام‌بی ۱۲۱ شینگو      | برزیل               | هواگرد آموزشی                                                       |                 | ۲۳              | |
| Jodel D.۱۴۰                   | فرانسه              | هواگرد آموزشی                                                       |                 | ۱۸              | |
| Socata TB 30 Epsilon          | فرانسه              | هواگرد آموزشی                                                       |                 | ۳۴              | |
| Walter Extra 300              | آلمان               | هواگرد آموزشی                                                       |                 | ۳               | |
| پهپادها                       |                     |                                                                     |                 |                 | |
| EADS Harfang                  | اسرائیل فرانسه      | پهپاد شناسایی                                                       |                 | ۴               | [ ۱۴ ]                                                                                                   |
| هواگردهای تحقیقاتی            |                     |                                                                     |                 |                 | |
| داسو میراژ-۲۰۰۰               | فرانسه              | تحقیقاتی                                                            |                 | ۸               | |
| داسو رافال                    | فرانسه              | تحقیقاتی                                                            |                 | ۵               | |
| آلفا جت                       | فرانسه              | تحقیقاتی                                                            |                 | ۳               | |

### استنادات
1. ↑  "Key defence figures 2014" (PDF) (به فرانسوی). Defense.gouv.fr. Archived from the original (PDF) on 13 December 2014.
2. ↑  "France: Goodbye Air Force, hello Air and Space Force". 12 September 2020.
3. ↑  "Annuaire statistique de la défense 2013–2014" (به فرانسوی). 10 July 2014.
4. ↑  "Annuaire statistiques de la défense 2012–2013". بایگانی‌شده  در ۱ اکتبر ۲۰۱۳ توسط Wayback Machine (به فرانسوی). 4 June 2013.
5. ↑  "Dassault Aviation Group: Order intake, deliveries and backlog in units as of December 31st, 2018" (PDF). Dassault Aviation. 7 ژانویه 2019. Archived (PDF) from the original on 10 January 2019. Retrieved 10 January 2019.
6. ↑  "L'organisation de l'armée de l'Air et de l'Espace". defense.gouv.fr. Retrieved June 2, 2024.
7. ↑  "LPM 2014-2019" 02 August 2013
8. ↑  French budget plan applies brakes to Rafale, A400M deliveries. Flightglobal.com (2013-08-08). Retrieved on 2013-08-16.
9. ↑  225 avions de combat... pas plus ! بایگانی‌شده  در ۱ نوامبر ۲۰۱۳ توسط Wayback Machine. Marianne.net. Retrieved on 2013-08-16.
10. ↑  Zone Militaire" Blog Archive Les Mirage 2000-5 seront rĂŠnovĂŠs - Zone Militaire. Opex360.com (2013-06-25). Retrieved on 2013-08-16.
11. ↑  (فرانسوی) Baltic 2013Â: premiÃ¨re mission de desserrement pour le dÃ©tachement air. Defense.gouv.fr. Retrieved on 2013-08-16.
12. ↑  (فرانسوی) Baltic 2013: mission dâ€™identification pour les Mirage F1CR. Defense.gouv.fr (2013-06-27). Retrieved on 2013-08-16.
13. ↑  "France MQ-9 Reapers" بایگانی‌شده  در ۱۷ ژوئیه ۲۰۱۳ توسط Wayback Machine 28 June 2013